# Championnat d'Indonésie de football
 (août 2024).
Si vous disposez d'ouvrages ou d'articles de référence ou si vous connaissez des sites web de qualité traitant du thème abordé ici, merci de compléter l'article en donnant les références utiles à sa vérifiabilité et en les liant à la section « Notes et références ».
 (août 2024).
Le championnat d'Indonésie de football, officiellement appelé Liga 1, est créé en 1994. Il rassemble actuellement les 18 meilleures équipes professionnelles du pays, s'opposant lors de matchs aller-retour. Le club du Persipura Jayapura est le plus titré de l'histoire du championnat avec 5 titres.

## Histoire
Un championnat parallèle est créé en 2011, à la suite de la décision de la fédération indonésienne de destituer au groupe du PT Liga Indonesia, organisateur jusqu'à présent du championnat national de première division, de son rôle et de l'attribuer à PT Liga Prima Indonesia Sportindo. Cette annonce a entraîné la mise en place de l'Indonesian Premier League, qui est la compétition reconnue par la fédération et la seule qui offre les qualifications en compétitions continentales (Ligue des champions ou Coupe de l'AFC). 
Cependant, l'ancienne compétition, l'Indonesia Super League, continue à exister et la saison 2011-2012 voit donc l'organisation parallèle de deux championnats, avec certains clubs qui engagent une équipe dans chacune des compétitions. 
Cette situation ne dure que deux saisons et en 2014, un championnat unique est remis en place par la fédération. La saison 2015 est abandonnée après quelques journées, sur la demande des instances gouvernementales.

## Palmarès
| Saison    | Champion                                                    |
| --------- | ----------------------------------------------------------- |
| 1994-1995 | Persib Bandung (1)                                          |
| 1995-1996 | Bandung Raya (1)                                            |
| 1996-1997 | Persebaya Surabaya (1)                                      |
| 1997-1998 | Championnat abandonné                                       |
| 1998-1999 | PSIS Semarang (1)                                           |
| 1999-2000 | PSM Makassar (1)                                            |
| 2001      | Persija Jakarta (1)                                         |
| 2002      | Petrokimia Putra (1)                                        |
| 2003      | Persik Kediri (1)                                           |
| 2004      | Persebaya Surabaya (2)                                      |
| 2005      | Persipura Jayapura (1)                                      |
| 2006      | Persik Kediri (2)                                           |
| 2007      | Sriwijaya FC (1)                                            |
| 2008-2009 | Persipura Jayapura (2)                                      |
| 2009-2010 | Arema Malang (1)                                            |
| 2010-2011 | Persipura Jayapura (3)                                      |
| 2011-2012 | Sriwijaya FC (2)                                            |
| 2013      | Persipura Jayapura (4)                                      |
| 2014      | Persib Bandung (2)                                          |
| 2015      | Championnat abandonné                                       |
| 2016      | Persipura Jayapura (5)                                      |
| 2017      | Bhayangkara FC (1)                                          |
| 2018      | Persija Jakarta (2)                                         |
| 2019      | Bali United FC (1)                                          |
| 2020      | Compétition abandonnée en raison de la pandémie de Covid-19 |
| 2022      | Bali United FC (2)                                          |
| 2023      | PSM Makassar (2)                                            |
| 2024      | Persib Bandung (3)                                          |
| 2025      | Persib Bandung (4)                                          |

## Bilan par club
Douze clubs ont été sacrés champions d'Indonésie depuis la saison 1994-1995.
| Club               | Titres | Années                       |
| ------------------ | ------ | ---------------------------- |
| Persipura Jayapura | 5      | 2005, 2009, 2011, 2013, 2016 |
| Persib Bandung     | 4      | 1995, 2014, 2024, 2025       |
| PSM Makassar       | 2      | 2000, 2023                   |
| Bali United FC     | 2      | 2019, 2022                   |
| Sriwijaya FC       | 2      | 2007, 2012                   |
| Persebaya Surabaya | 2      | 1997, 2004                   |
| Persik Kediri      | 2      | 2003, 2006                   |
| Persija Jakarta    | 2      | 2001, 2018                   |
| Bandung Raya       | 1      | 1996                         |
| Petrokimia Putra   | 1      | 2002                         |
| PSIS Semarang      | 1      | 1999                         |
| Arema Malang       | 1      | 2010                         |
| Bhayangkara FC     | 1      | 2017                         |

## Liens
- (en) Palmarès du championnat d'Indonésie de football sur le site RSSSF.com